# Canción del sur (álbum)
Canción del Sur es un álbum editado por la banda chilena Los Jaivas en el año 1977. Corresponde a la tercera producción grabada en Argentina, y marca una continuación del sonido rock progresivo del disco El Indio, de 1975 y una aproximación a la sonoridad característica de los arreglos para instrumentos electrónicos y folclóricos de discos posteriores, como Alturas de Macchu Picchu y Obras de Violeta Parra. De hecho, constituye la primera aparición formal del minimoog en un disco de Los Jaivas, hecho que resultaría capital en el sonido de la banda.
En abril de 2008, la edición chilena de la revista Rolling Stone situó a este álbum como el 16.º mejor disco chileno de todos los tiempos.

## Historia
Canción del Sur nace de la experiencia de Los Jaivas al vivir en Zárate, Provincia de Buenos Aires y Buenos Aires Capital Federal entre 1973 y 1977, desde donde proyectaron giras por diferentes países de Latinoamérica, además del interior de Argentina, lo que les permitió descubrir esta cultura, y sus paisajes, generando imágenes y sentimientos que marcaron la creatividad del grupo. En particular, sus visitas a la Patagonia son las que inspiran el tema del título del disco. Para este álbum la banda está conformada por seis integrantes: Pájaro Canzani, en bajo, reemplaza a Julio Anderson (que había reemplazado a Mario Mutis para las sesiones de El Indio), y el sexto Jaiva Alberto Ledo se les une en variados instrumentos de cuerda y viento. Como ambos cantan, es posible aumentar las armonías vocales desarrolladas en cada tema, lo que es apreciable en varios cortes de este disco y los sencillos que le siguieron.

## Contenido
Hay tres temas principales en el disco; el tema que le da título evoca con una letra poética y nostálgica los paisajes del sur de Latinoamérica y sirve de escenario para la irrupción del minimoog (ejecutado en un extenso solo por Eduardo Parra) como instrumento clave en el sonido de Los Jaivas. "Dum-Dum Tambora" es una extensa improvisación rock basada en una temática popular uruguaya, y el extenso instrumental "Danzas" combina diversos elementos de folclore latinoamericano con guitarras y sintetizadores provenientes del rock tradicional. Los otros temas, más breves, permiten a los músicos explorar otros estilos: "La Vida Mágica, ¡Ay Sí!" es un acercamiento a la cueca chilena; "Canción para los Pájaros" tiene ritmos populares del Amazonas y "En la Cumbre de un Cerro" y "Frescura Antigua" permiten que el grupo se conecte con su lado más americanista. 
La edición en CD de Canción del Sur contiene, además, dos sencillos: uno, editado en Latinoamérica con la venia del grupo, traía como lado Al optimista tema "En Tus Horas" y como lado B una versión primitiva del "Mambo de Machaguay", que después sería regrabado en las sesiones de Aconcagua (1982); el otro, gestado por un productor externo (Eddy Owens), es señalado como una de las grabaciones más extrañas de Los Jaivas, al no tener nada que ver con su estilo de creación: se trata de dos canciones que combinan el disco con sonidos andinos, en una mezcla comercial y desechable. Los músicos graban estos dos temas, pero jamás los interpretan en vivo, y actualmente ríen al recordar su contenido.

## Datos

### Lista de canciones (edición original)
Letra, música y arreglos de Los Jaivas en todos los temas, excepto donde se indique:
Lado A
1. "La Vida Mágica, ¡Ay Sí!" – 3:17
2. "En la Cumbre de un Cerro" – 5:06
3. "Canción para los Pájaros" – 3:03
  - Instrumental
4. "Dum Dum Tambora" – 7:58
  - Letra: Popular uruguaya; Música y arreglos: Los Jaivas
  - Este tema había sido grabado por Pájaro Canzani junto con su grupo de los 70, Aguaragua

Lado B
1. "Canción del Sur" – 7:43
2. "Danzas" – 8:46
  - Instrumental
3. "Frescura Antigua" – 3:20
  - Instrumental

Los Jaivas - Canción del Sur - 1977 [Cd Extended] 
- 01. La Vida Mágica, Ay Sí (3:21)
- 02. En La Cumbre De Un Cerro (5:06)
- 03. Canción Para Los Pájaros (3:14)
- 04. Dum Dum Tambora (7:50)
- 05. Canción Del Sur (7:39)
- 06. Danzas (8:44)
- 07. Frescura Antigua (3:18)
- 08. En Tus Horas (3:46) - bonus track
- 09. Mambo de Machaguay (3:34) - bonus track
- 10. Sueňo del Inca (3:39) - bonus track
- 11. Bebida Mágica (2:55) - bonus track

### Músicos
Los Jaivas
- Gato Alquinta – Voz, Guitarra eléctrica, Guitarra acústica, Quena, Tarka, Flauta dulce, Trutruca, Zampoña, Silbido, Pito, Cascabeles, Afoxé, Palmas, Coros
- Gabriel Parra – Batería, Tumbadora, Xilófono, Caxexé, Trutruca, Tarka, Silbido, Coros
- Claudio Parra – Piano, Chinchecordio, Xilófono, Carillón, Tarka, Matraca, Trutruca, Güiro, Pito, Palmas
- Eduardo Parra – Piano eléctrico, Minimoog, Trutruca, Bongó, Balafón, Afoxé, Palmas
- Mario   Mutis -   Bajo,guitarra elécctrica,bongó, voz, coro, flauta, tarka, ocarina, charango,quena, moceño.
- Pájaro Canzani – Bajo, Guitarra acústica, Guitarra folk (Solo En Tus Horas y Frescura Antigua), Voz, Berimbao, Ganca, Kultrum, Cajita, Cascabeles, Palmas, Silbido, Guitarra eléctrica (Solo en Mambo de Machaguay),Coros
- Alberto Ledo – Charango, Tarka, Zampoña, Trutruca, Palmas, Silbido, Coros

Invitados
- Luis "D'Artagnan" Sarmiento: Coros en "La Vida Mágica ¡Ay Sí!", Palmas en "Dum Dum Tambora"
- Alejandro Parra: Efectos en "Canción para los Pájaros", Coros y Palmas en "Dum Dum Tambora"
- Carlos "Rosko" Melo: Palmas en "Dum Dum Tambora"
- Patricio y Miguel: Palmas en "Dum Dum Tambora"

### Personal
- Ingenieros de grabación: Carlos García, Tito Huber
- Ingeniero de remezcla: Jean Claude Leferre
- Asistente de grabación: Carlos "Rosko" Melo
- Ingeniero de masterización digital: Fréderic Marin
- Director artístico: Luis "D'Artagnan" Sarmiento
- Productor ejecutivo: Geoff Gibas
- "En Tus Horas" y "Mambo de Machaguay"
  - Grabados y remixados en los estudios EMI Odeón de Buenos Aires, octubre de 1976
  - Ingeniero de grabación y remezcla: Carlos García
  - Director artístico: Luis "D'Artagnan" Sarmiento
  - Ingeniero de masterización digital: Fréderic Marin
- "Bebida Mágica" y "Sueño del Inca"
  - Grabados en los estudios Pathé-Marconi de París, verano de 1978 **Ingeniero de grabación: Jean Claude Lefevre **Productor: Eddy Owens **Ingeniero de masterización digital: Fréderic Marin *Ilustración portada: René Olivares *Diseño gráfico: Méric & Fuentes Ltda.

### Ediciones
El LP fue también originalmente editado en Francia. La edición de CD con los cuatro bonus tracks correspondientes a los sencillos de 1976 y 1978, grabados con la misma formación del grupo, fue lanzada al mercado en 1994.

## Compilaciones
"Canción del Sur" aparece en Obras Cumbres (2002), compilado que también contiene una versión en vivo (grabada en Londres en 1979) de "La Vida Mágica, ¡Ay Sí!", originalmente recopilada en En El Bar-Restaurant 'Lo Que Nunca Se Supo' (2000). "Sueño del Inca", "Canción del Sur", "La Vida Mágica, ¡Ay Sí!", "Mambo de Machaguay" y "En Tus Horas" aparecieron en la compilación Mambo de Machaguay, que recopiló todos los trabajos de Los Jaivas en Argentina.